# Isogonale verwantschap

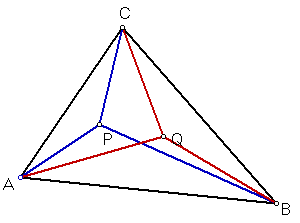
P en Q zijn isogonaal verwant

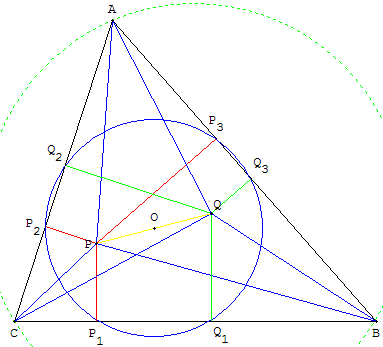
Voetpuntscirkel van twee isogonaal verwante punten

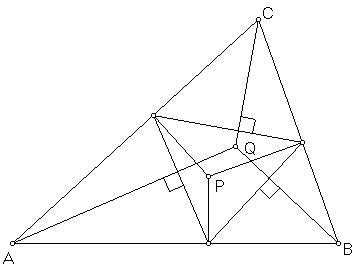
Constructie van isogonaal verwant punt Q van P met behulp van de voetpuntsdriehoek.

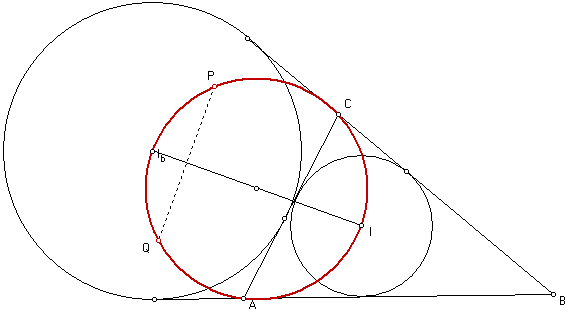
Isogonaal verwante punten P en Q op een van de cirkels die invariant is onder isogonale verwantschap.

In een driehoek ABC heten punten P en Q isogonaal verwant als
- {\displaystyle \angle CAP=\angle QAB},
- {\displaystyle \angle ABP=\angle QBC} én
- {\displaystyle \angle BCP=\angle QCA}.

Ieder punt P dat niet op een zijde van ABC ligt heeft een isogonaal verwante, hetgeen onmiddellijk duidelijk is uit de goniometrische vorm van de stelling van Ceva. Wanneer P op de omgeschreven cirkel van ABC ligt, dan is de isogonaal verwante een punt op de oneindig verre rechte.
Twee isogonaal verwante punten hebben dezelfde voetpuntscirkel.

## Voorbeelden
Enkele isogonaal verwante paren:
- het hoogtepunt en het middelpunt van de omgeschreven cirkel,
- het zwaartepunt en het punt van Lemoine,
- het punt van Kosnita en het middelpunt van de negenpuntscirkel,
- het middelpunt van de ingeschreven cirkel met zichzelf,
- ieder middelpunt van een aangeschreven cirkel met zichzelf,
- de punten van Brocard,
- brandpunten van een kegelsnede, die is ingeschreven in ABC,
- het punt van Fermat en een van de isodynamische punten en
- het Hofstadter nul-punt en het Hofstadter één-punt.

## Constructies
Het isogonaal verwante punt Q van P kan op de volgende manieren worden geconstrueerd:
1. Door het spiegelen van lijnen AP, BP en CP in de corresponderende bissectrices,
2. Neem de voetpuntsdriehoek van P. De lijnen door de hoekpunten van ABC loodrecht op de corresponderende zijden van de voetpuntsdriehoek snijden elkaar in de isogonaal verwante van P,
3. Door gebruik te maken van de eigenschap, dat twee isogonaal verwante punten dezelfde voetpuntscirkel hebben.

## Involutie
Isogonale verwantschap kan worden opgevat als een involutie {\displaystyle \tau }. In barycentrische coördinaten is de involutie gegeven door
{\displaystyle \tau :(x:y:z)\mapsto \left(a^{2}yz:b^{2}xz:c^{2}xy\right).}
Een lijn, die niet door A, B of C gaat, wordt afgebeeld op een kegelsnede door de hoekpunten van ABC:
- Als de lijn de omgeschreven cirkel niet snijdt een ellips,
- Als de lijn de omgeschreven cirkel raakt een parabool,
- Als de lijn de omgeschreven cirkel snijdt een hyperbool.
- Als de lijn door het middelpunt van de omgeschreven cirkel gaat een gelijkzijdige hyperbool.

### Invariante kegelsnedes
Het beeld van een kegelsnede onder isogonale verwantschap is in het algemeen een vierdegraads kromme.
Uitzondering vormen onder meer de cirkels met als middellijn een lijnstuk tussen twee van de vier middelpunten van de ingeschreven en aangeschreven cirkels I, Ia, Ib en Ic. Deze zes cirkels zijn invariant onder isogonale verwantschap. Ieder punt op deze cirkels wordt op zijn spiegelbeeld afgebeeld in de definiërende diameter. Ieder van de zes cirkels gaat ook door twee hoekpunten van ABC.
Meer algemeen geldt dat elke kegelsnede door
- B, C, I en Ia,
- B, C, Ib en Ic,
- A, C, I en Ib,
- A, C, Ia en Ic,
- A, B, I en Ic of
- A, B, Ia en Ib

invariant is onder isogonale verwantschap.

## Overige
- Bij uitbreiding wordt wel gezegd dat ieder hoekpunt van ABC isogonaal verwant is met elk punt van de overstaande zijde.
- De hoektransversalen door twee isogonaal verwante punten, dus antiparallel met de benen van die hoek, worden soms ook isogonaal verwant genoemd.
- Een soortgelijke, maar ingewikkelder definitie geldt voor isotomische verwantschap.

1. ↑  (en)  S Sigur in Forum Geometricorum.  Where are the conjugates?, 2005. vol 5. blz 1-15. Gearchiveerd op 31 januari 2023.